# Guld til præriens skrappe drenge
Guld til præriens skrappe drenge er en dansk komediefilm – en såkaldt kartoffel-western – fra 1971 instrueret af Finn Karlsson og efter manuskript af Finn Karlsson og Carl Ottosen. Det er efterfølgeren til Præriens skrappe drenge fra 1970.

## Medvirkende
- Dirch Passer
- Willy Rathnov
- Paul Hagen
- Preben Kaas
- Judy Gringer
- Lykke Nielsen
- Preben Mahrt
- Carl Ottosen
- Jesper Klein
- Jørgen Kiil
- Lars Lunøe
- Otto Brandenburg
- Poul Glargaard
- Jens Jørgen Thorsen
- Susanne Breuning
- Ingolf David
- Holger Vistisen
- Edward Fleming